# بالا دوری اول
بالا دوری اول (به لاتین: Bala Duri-ye Avval) یک منطقهٔ مسکونی در افغانستان است که در ولایت بغلان واقع شده‌است.